# Lamego
Lamego és un municipi portuguès, situat al districte de Viseu, a la regió del Nord i a la subregió del Douro. L'any 2001 tenia 28.081 habitants. Limita al nord amb Mesão Frio i Peso da Régua, a l'est amb Armamar, al sud-est amb Tarouca, al sud-oest amb Castro Daire i a l'oest amb Resende.

## Població
| Població del concelho de Lamego (1801 – 2004) | Població del concelho de Lamego (1801 – 2004) | Població del concelho de Lamego (1801 – 2004) | Població del concelho de Lamego (1801 – 2004) | Població del concelho de Lamego (1801 – 2004) | Població del concelho de Lamego (1801 – 2004) | Població del concelho de Lamego (1801 – 2004) | Població del concelho de Lamego (1801 – 2004) | Població del concelho de Lamego (1801 – 2004) |
| --------------------------------------------- | --------------------------------------------- | --------------------------------------------- | --------------------------------------------- | --------------------------------------------- | --------------------------------------------- | --------------------------------------------- | --------------------------------------------- | --------------------------------------------- |
| 1801                                          | 1849                                          | 1900                                          | 1930                                          | 1960                                          | 1981                                          | 1991                                          | 2001                                          | 2004                                          |
| 14688                                         | 20240                                         | 31835                                         | 34730                                         | 36320                                         | 32833                                         | 30164                                         | 28081                                         | 27054                                         |

## Freguesies
Las parroquias de Lamego son las siguientes:
| - Almacave (Lamego) - Avões - Bigorne - Britiande - Cambres - Cepões - Ferreirim - Ferreiros de Avões - Figueira - Lalim - Lazarim - Magueija | - Meijinhos - Melcões - Parada do Bispo - Penajóia - Penude - Pretarouca - Samodães - Sande - Sé (Lamego) - Valdigem - Várzea de Abrunhais - Vila Nova de Souto d'El-Rei |

## Història
Es tracta d'una ciutat que data del temps dels romans, va ser reconquerida definitivament el 1057 per Fernando Magno de León dels àrabs; quan els districtes van ser instituïts el 1835 per una reforma de Mouzinho da Silveira, Lamego va ser inicialment prevista com a seu del districte; però aquell mateix any la seu del mateix va ser traslladada a Viseu, a causa de la seva situació més cèntrica.
És seu de la diòcesi de Lamego (l'única diòcesi portuguesa que no correspon a una capital de districte). Hi ha nombrosos monuments religiosos, destacant-ne dos: la Sé Catedral i l'església de São Pedro de Balsemão així com el santuari dona Nossa Senhora dos Remédios, que dona també el nom a la romeria anual que se celebra el 8 de setembre que és també el dia patronal municipal.